# Заречье (муниципальный округ Егорьевск)
Заре́чье — деревня в муниципальном округе Егорьевск Московской области России.

## География
Деревня Заречье расположена в северо-восточной части муниципального округа Егорьевск, примерно в 9 километрах к северо-востоку от города Егорьевск. По западной окраине деревни протекает река Цна. Высота над уровнем моря 130 метров.

## История
До 1994 года Заречье входило в состав Саввинского сельсовета Егорьевского района, а в 1994—2006 годы — Саввинского сельского округа.
До 2015 года входила в состав сельского поселения Саввинское.
В 2015 году вошла в состав городского округа Егорьевск, образованного в том же году путём упразднения Егорьевского района и объединения всех его поселений в единый городской округ.

## Демография
По переписи 2002 года — 2 человека (2 женщины). Население — 1 человек (2010).
| 2002 | 2006 | 2010 |
| ---- | ---- | ---- |
| 2    | ↘1   | →1   |